# Fradello

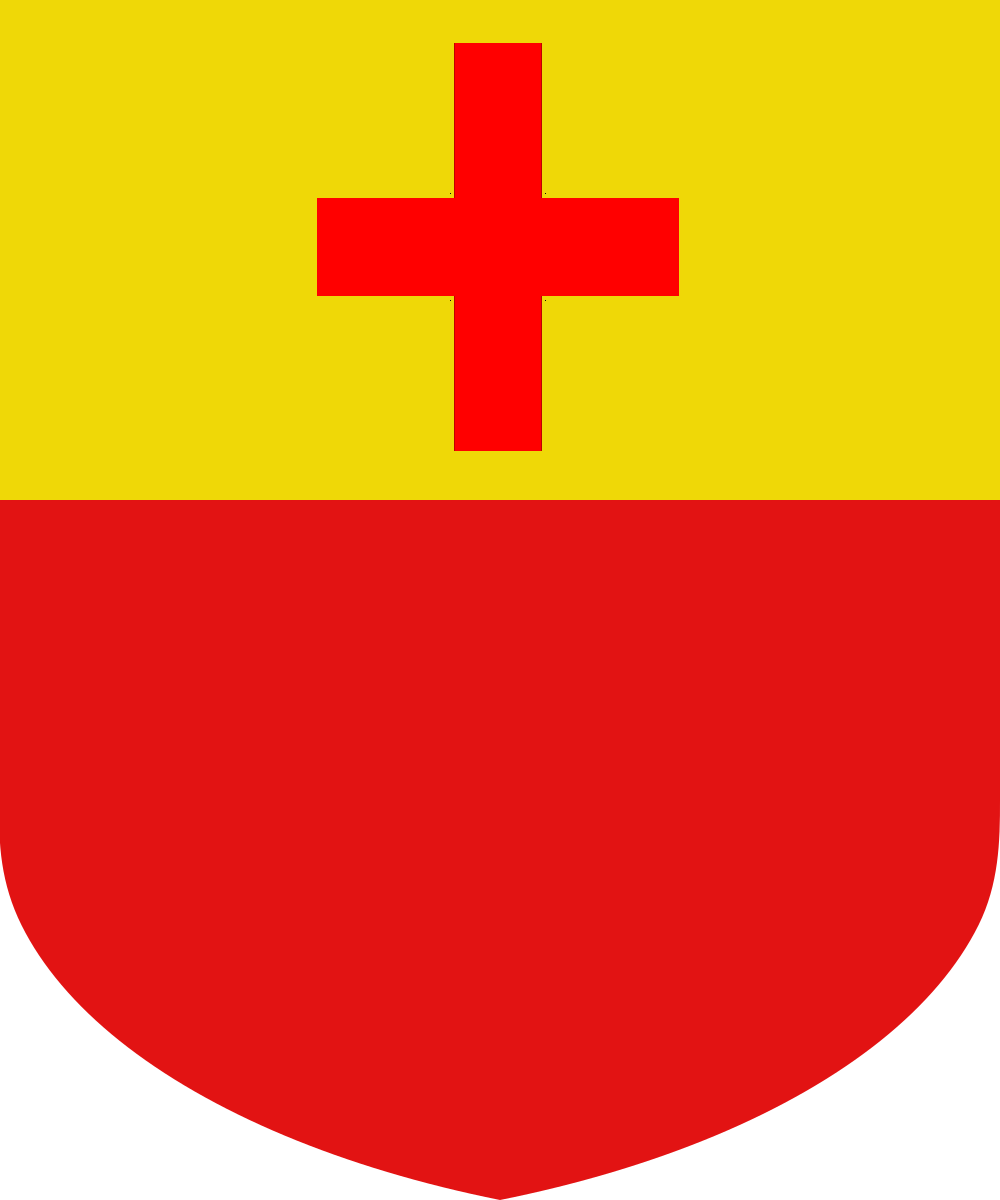
Stemma Fradello

I Fradello (talvolta anche Fratello) furono una famiglia patrizia veneziana, annoverata fra le cosiddette Case Nuove.

## Storia
I Fradello sarebbero stati originari, a seconda delle tradizioni a cui si voglia dar credito, di Comacchio o dell'Istria.
Questo casato si divise presto in due differenti rami, uno rimasto in laguna, l'altro trasferitosi nelle colonie veneziane sull'isola di Candia. Il primo fu ammesso al Maggior Consiglio e aggregato al corpo patrizio per lo meno a partire dall'epoca della serrata (1297), e si estinse nel 1366, benché alcuni studiosi ritengano che fossero presenti ancora tra il 1408 e il 1435; il secondo ramo, invece, fu assimilato al patriziato soltanto nel 1493, anno del proprio rientro da Candia. Costoro si estinsero il 26 giugno 1656 in un Tommaso Fradello, disperso nello stretto dei Dardanelli durante una battaglia contro la flotta turca, nella quale perì anche il celebre ammiraglio Lorenzo Marcello. Altre ipotesi, tuttavia, vogliono questo ramo estinto dieci anni più tardi, nel 1666.